# Eastbourne International 1972
L'Eastbourne International 1972 è stato un torneo di tennis giocato sull'erba. È stata la 1ª edizione del torneo, che fa parte del Commercial Union Assurance Grand Prix 1972. Si è giocato ad Eastbourne in Gran Bretagna dal 19 al 25 giugno 1972.

## Campioni

### Singolare
Andrés Gimeno ha battuto in finale  Pierre Barthes con il punteggio di 7–5 6–3

### Doppio
Juan Gisbert /  Manuel Orantes hanno battuto in finale  Nicholas Kalogeropoulos /  Andrew Pattison 8–6, 6–2